# Wilsberg: Kein Weg zurück
Kein Weg zurück ist die 45. Folge der Fernsehfilmreihe Wilsberg. Die Erstausstrahlung erfolgte am 3. Januar 2015 im ZDF. Regie führte Martin Enlen, das Drehbuch wurde von Sönke Lars Neuwöhner und Natalia Geb geschrieben.

## Handlung
Anwältin Alex Holtkamp wird von Enno Fellner kontaktiert, der Probleme mit den Besitzern des Landgasthofes „Gut Markshof“ hat. Fellner wurde wegen Vergewaltigung an Kamilla Marks, der Mitinhaberin des Gasthofes, verurteilt und nach fünf Jahren vor kurzem aus dem Gefängnis entlassen. Nach seinen Aussagen ist er unschuldig und der Prozess fehlerhaft gewesen. Frau Marks hat ein Aufenthaltsverbot gegen ihn erwirkt, was er jedoch nur schwerlich einhalten kann, da er als Busfahrer seine Fahrgäste oftmals am Gasthof absetzen muss.
Nachdem ein Unbekannter auf Kamilla Marks geschossen hat, kommt Fellner in Verdacht und wird von Overbeck festgenommen. Da er von seiner Mutter ein Alibi bekommt, wird er wieder auf freien Fuß gesetzt. Wilsberg, der von Alex um Hilfe gebeten wird, glaubt Fellner und will die Wahrheit über die angebliche Vergewaltigung herausfinden, da er darin die Ursache für die neuen Probleme sieht. Er kann Ekki überzeugen, an einer von Fellners Busreisen teilzunehmen, um dessen Vertrauen zu gewinnen, und lässt sich selbst im Gasthof der Marks als Beikoch einstellen. Dabei stellt er fest, dass der Gasthof bei weitem nicht so gut läuft, wie es die Marks vorgeben. So muss er nicht nur in der Küche helfen, sondern auch unzählige Hausmeisterarbeiten verrichten und ferner als Kellner einspringen. Dabei findet er heraus, dass Sofie Degenhardt, die Assistentin der Marks, eine wichtige Rolle spielt.
Wilsberg kann über Ekkis Psychotherapeutin Dr. Isolde Flint an ein Gutachten gelangen, das bei Fellners Prozess nicht anerkannt wurde, aber eindeutig belegt, dass Kamilla Marks eine zwanghafte Lügnerin ist. Er spricht sie konkret darauf an und macht ihr klar, dass sie reinen Tisch machen und mit Fellner reden müsse.
Am nächsten Tag wird die Leiche von Kamilla Marks im Moor gefunden. Fellner wird in seinem Haus festgenommen, wobei auch die Waffe gefunden wurde, mit der im Vorfeld auf das Opfer geschossen wurde. Wilsberg ermittelt etwas tiefgründiger und stellt fest, dass das Gewehr vom Koch der Marks in Fellners Wohnung versteckt wurde. Er spricht Paco darauf an, der die Schüsse auf seine Chefin zugibt. Schon lange ist er der Handlanger von Gert Marks, der sich erhofft, mit der Lebensversicherung seiner Frau den Gasthof wieder in Gang zu bringen. Paco findet, dass Wilsberg zu viel erfahren hat. Von diesem provoziert, schlägt er ihn nieder und sperrt ihn im Kühlraum ein. Dort wird er von Sofie Degenhardt entdeckt und wieder befreit. Als er dieser jedoch zu erkennen gibt, dass er sich darüber im Klaren ist, dass auch Sofie die Pläne ihres Mannes und Paco kennt, streckt sie Wilsberg ebenfalls nieder.
Fellner gelingt es nach einem Verhör durch Overbeck und seine Kollegin, Kommissarin Anna Springer, aus dem Verhör zu entkommen. Dabei nimmt er Alex als Geisel und bedroht die Polizisten mit der Schusswaffe. Er will um jeden Preis rehabilitiert werden und zwingt Alex mithilfe der Waffe, ihn zum Gutshof zu fahren. Auf der Fahrt zum Restaurant werden sie von drei Streifenwagen verfolgt. Mit der Schusswaffe dringt er in den Gutshof ein und nimmt alle Anwesenden, einschließlich Wilsberg, der ein zweites Mal aus dem Kühlraum freikam, als Geiseln. Wilsberg kann auf Fellner einreden und ihn zum Nachdenken bewegen, aber erst Ekki, der sich spontan entscheidet, in den Gasthof zu gelangen, ist erfolgreich damit, Fellner zur Aufgabe überreden. Bezüglich eines kommenden Strafverfahrens wegen der Geiselnahme gegen Fellner verspricht Alex dessen Strafverteidigung.
Neben Fellner werden der Koch Paco, Gerd Marks und seine Geliebte Sofie Degenhardt, mit der er an die hohe Lebensversicherung gelangen wollte, durch die Polizei festgenommen.

## Hintergrund
Bei dem Song am Ende der Episode handelt es sich um Calm After the Storm von dem niederländischen Duo The Common Linnets aus dem Jahr 2014.
Der Running Gag „Bielefeld“ wird in dieser Folge von dem Koch Paco ausgelöst. Er spricht in der 34. Minute des Films von einer Bar, die er in Bielefeld-Schildesche „in den Sand gesetzt“ hatte und deshalb jetzt die Stellung im Landgasthof hat.

## Rezeption

### Einschaltquote
Mit der Erstausstrahlung am 3. Januar 2015 gelang der 45. Episode Kein Weg zurück ein Rekord bei den Einschaltquoten. Beim Gesamtpublikum wurden 7,35 Millionen Zuschauer erreicht, was einem Marktanteil von 22,6 % entsprach.

### Kritik
Tilmann P. Gangloff kommt bei tittelbach.tv zu dem Schluss, dass die Wilsberg-Folge Kein Weg zurück „ein geschickt eingefädelter Krimi“ sei, „in dem ein vermeintlicher Vergewaltiger für seine Rehabilitation kämpft“. Die Rollen seien ausgezeichnet und treffend besetzt, Martin Enlens Umsetzung sei im besten Sinne routiniert, die Dialoge ausgefeilt. „Der Film hat nur einen Haken: Versierte Krimi-Fans werden früh durchschauen, was sich eigentlich erst am Schluss als Clou der Geschichte entpuppen soll“. „Davon abgesehen aber ist ‚Kein Weg zurück‘ nicht zuletzt dank der ausgefeilten Dialoge ein sehenswerter Krimi“. Die Inszenierung sei zwar bis auf einige wenige ungewöhnliche Einstellungen unauffällig, werde aber abgerundet  durch die „beiläufige Art, mit der in vielen Szenen die Fragwürdigkeit männlicher Verhaltensweisen gegenüber Frauen thematisiert wird.“
Die Kritiker der Fernsehzeitschrift TV Spielfilm urteilen verhalten: „Der Plot hat ein paar nette Szenen, ist aber plakativ und vorhersehbar.“ Fazit: „Wenig dramatisch, gewohnt sympathisch.“
Dennis Weber bei Quotenmeter.de wertet: „Martin Enlen schafft es mit ‚Kein Weg zurück‘, einen tollen Samstagabendkrimi zu inszenieren und sich dabei vor allen Dingen auf das Fundament der Reihe zu stützen. «Wilsberg» ist, war und bleibt eine Krimireihe, die es dennoch schafft, mit dem konträren Element der Komik positive Akzente zu setzen. Insgesamt sorgt „Kein Weg zurück“ für 90 Minuten spannende und abwechslungsreiche Unterhaltung. Dabei ist es gar nicht mal so sehr der Kriminalfall, der besonders überzeugend oder genial aufgezogen wirkt, sondern viel eher das gute und durchweg überzeugende Schauspiel der Darsteller sowie eine gehörige Prise Situationskomik.“